# Nara Chandrababu Naidu
N Chandrababu Naidu är en indisk politiker. Han är partiledare för det regionala partiet Telugu Desam Party, och f.d. chefsminister (chief minister) i den indiska delstaten Andhra Pradesh. Naidus födelsedag är 20 april 1951.